# Umanità Nova
Umanità Nova è un giornale anarchico, fondato nel febbraio del 1920 da Errico Malatesta. Fu fondato a Milano e poi trasferito a Roma in seguito all'incendio della tipografia e della redazione ad opera dei fascisti. Periodico italiano dell'anarchismo sociale, dei movimenti libertari, antiautoritari, anticlericali, del mondo del lavoro e sindacalismo di base, azione diretta, lotte sul territorio, spazi sociali e percorsi autogestionari.
Nella notte tra il 23 e il 24 marzo 1921 la redazione venne data alle fiamme da una squadra fascista, quale immediata rappresaglia alla strage del Diana, avvenuta poche ore prima.
Esce in edizione quotidiana sino al 1922, anno in cui viene chiuso dal regime fascista. In alcune zone d'Italia la sua diffusione superava quella dell'Avanti!. In una lettera di Anna Kuliscioff a Filippo Turati, la prima sovrastima la diffusione del giornale a 100 000 copie, mentre nello stesso periodo la tiratura dell'Avanti! era di 70 000 copie.
Alla caduta del regime, nel 1945, la pubblicazione del giornale riprende, questa volta in forma di settimanale. Attualmente Umanità Nova è organo della Federazione Anarchica Italiana.
Tra i suoi collaboratori si ricordano Errico Malatesta e Antonio Cieri (fondatori), Gigi Damiani, Camillo Berneri, Armando Borghi e Carlo Frigerio.

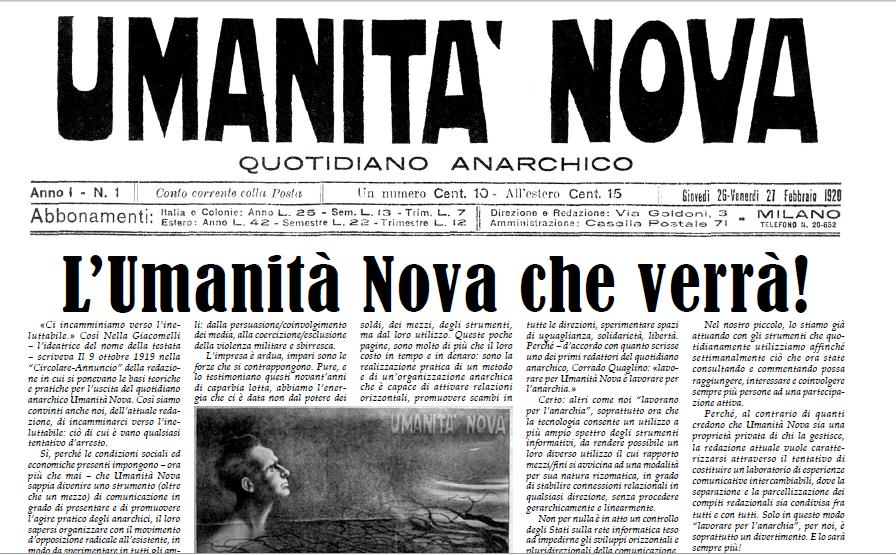
Riedizione anastatica del primo numero di Umanità Nova

## Storia

### I primi anni
La storia di Umanità Nova comincia nel 1909, da Ettore Molinari e Nella Giacomelli, a cui venne l'idea di trasformare in giornale quotidiano il pamphlet «La Protesta Umana». Nel 1911, durante un convegno nazionale, il gruppo il Fascio comunista-anarchico di Roma propose un organo nazionale che facesse da portavoce verso l'esterno di questo movimento che tornava a rafforzarsi in Italia. Nell'aprile del 1919, quando a Firenze, in un convegno nazionale di gran parte delle forze anarchiche italiane, sia di parte organizzativa che no, si convenne sulla necessità di stringersi in una unione: l'Unione comunista anarchica italiana. Uno dei punti cardine fu proprio la stampa; in quel frangente Molinari e Giacomelli proposero un quotidiano nazionale, così, gli stessi Molinari e Giacomelli, insieme a Emilio Spinaci ottennero il via libera per verificare le possibilità concrete di realizzare un quotidiano di tutti gli anarchici e cominciare a raccogliere i fondi.
Il nome gli fu dato dalla stessa Nella Giacomelli che spiegò:
A causa del blocco dei fondi, il ritardare la corrispondenza e un decreto-legge che contingentava la carta a tutto scapito delle nuove testate, solo l'intervento dei lavoratori delle cave di lignite del Valdarno, fornendo l'energia alle cartiere, comunicando che non avrebbero fatto più consegne finché le cartiere non avessero garantito la carta anche a Umanità Nova, fu risolutivo per l'uscita del giornale. Il 9 ottobre 1919 venne pubblicata la “Circolare-Annuncio” della redazione del quotidiano e i fondi cominciarono ad arrivare: alla partenza Umanità Nova, poté contare su una cassa di circa 200.000 lire. Così, il 26 febbraio 1920 uscì il primo numero di «Umanità Nova», 4 pagine, edizione serale, 10 centesimi di costo. 9000 copie la prima tiratura ma nel giro di un mese salì a 40.000 che salirono a 50.000 nei momenti più caldi, e se non se ne stampò di più, fu per la penuria di carta. Il giro di cassa superò il milione di lire.
Un successo enorme, dunque, che si rifletté non solo sul movimento anarchico, ma su una più vasta area di sinistra che era ormai contigua al movimento e vi rimarrà per parecchi mesi, finché la situazione, con il fallimento dell'occupazione delle fabbriche, non prenderà tutt'altra piega.
La linea politica e l'audacia degli anarchici nelle lotte li fecero crescere in termini numerici e di peso. Se al Congresso di Firenze del 1919 erano convenuti 145 gruppi, nel luglio del ‘20, a quello di Bologna aderirono circa 700. In campo sindacalista l'USI da 58.000 tesserati alla fine del 1918 passò a 180.000 nella prima metà del 1919 e a 300.000 l'anno dopo. In campo Confederale gli anarchici riuscirono a prendere ai riformisti segreterie strategiche come quella della FIOM di Torino, con Pietro Ferrero e Maurizio Garino. Fu un momento di eccezionale fortuna per l'anarchismo italiano, al quale contribuì non poco il quotidiano. Questa grande incisività si manifestò ulteriormente nel corso dell'imponente movimento delle “occupazioni delle fabbriche” da parte delle maestranze. Basti scorrere le pagine del quotidiano, settembre 1920, per avere un'idea della grande attività degli anarchici nelle fabbriche e nelle officine occupate e gestite dai lavoratori. La repressione non tarda ad arrivare e in ottobre venne arrestata la redazione di Umanità Nova quasi al completo, mentre centinaia di arresti e perquisizioni vennero effettuate in tutta Italia contro gli anarchici ed i sindacalisti rivoluzionari. Immediatamente dopo sarà la volta dell'USI ad essere decapitata con l'arresto di tutto il Consiglio Generale.
La polizia, però, non riusciva a capacitarsi di come il giornale potesse ancora uscire tutti i giorni, con la redazione al completo in galera. Nella rete non era caduto Gigi Damiani, che dalla clandestinità aveva contattato elementi rimasti fuori dall'ondata repressiva e creato una rete che gli permetteva di spostarsi in continuazione. In questo modo compilava il giornale, che poi raggiungeva Milano dove veniva regolarmente stampato.

### La censura, la persecuzione e la chiusura
Il 29 febbraio 1920 a Milano, presso la palestra delle scuole di Porta Romana, indetto dalla Lega Proletaria mutilati e invalidi di guerra ci fu un comizio al quale avrebbero preso parte i rappresentanti della sinistra e del sindacalismo, tra i quali gli anarchici Errico Malatesta e Pasquale Binazzi e Armando Borghi per l'USI. Ma la pacifica dimostrazione si rivelò una tragica anticipazione dell'offensiva squadrista e statale dei due anni seguenti. Infatti, i manifestanti vennero ripetutamente caricati dai carabinieri che, facendo pure fuoco coi moschetti su un tram con a bordo alcuni manifestanti, fecero due morti (Angelo Stefanoni e Pasquale Franzini) e cinque feriti. Affiancando i fascisti alle forze dell'ordine, la consistenza delle testate del movimento anarchico passò così da 28 nel 1921 a 3 nel 1926. La vicenda di Umanità Nova (prima quotidiano a Milano con le pubblicazioni interrotte in concomitanza dell'attentato del Diana, poi a Roma dove esce a periodicità settimanale e varia fino alla chiusura definitiva nel 1922) è puntualmente seguita e documentata con uno speciale dossier della direzione generale di Pubblica Sicurezza: per il fatto che si tratta della realizzazione di un progetto editoriale ambizioso diretto da Malatesta, per il grande successo ottenuto dalla sottoscrizione che ha preceduto l'uscita del primo numero (135.000 lire i “fondi raccolti nel Regno” al gennaio 1920) e dalla prenotazione delle copie con pagamento anticipato (lire 6 per 100 copie), per il grande battage pubblicitario fatto anche di lotterie e feste alle case del popolo e per la costituzione ovunque di “Comitati pro – Umanità Nova”. L'atto finale è la denuncia da parte della questura di Roma contro venti fra ex-redattori, corrispondenti, membri del consiglio di amministrazione di Umanità Nova. A ciò si aggiunse: il sequestro di un notevole plico di corrispondenza, di opuscoli e materiale di propaganda; la confisca della cassa del giornale: 5.700 lire italiane, 300 marchi, 20.000 corone e del conto corrente presso il Credito Italiano con una disponibilità di 71.328 lire; il sequestro di tutti i registri contabili. Una situazione analoga si era verificata anche a La Spezia, dove le camicie nere avevano letteralmente distrutto la tipografia ed incendiata l'amministrazione de Il Libertario, e a Pisa con L'Avvenire Anarchico. Il 28 ottobre 1922 Vittorio Emanuele III affida l'incarico di formare un nuovo governo a Mussolini. "Umanità Nova" spiega così la scelta di affidare l'esecutivo al capo delle camicie nere:
(L'imbroglio parlamentare, 21 luglio 1922.)
Umanità Nova, inoltre, ritiene i socialisti tra i responsabili dell'ascesa politica del fascismo:
(Mussolini al potere, 25 novembre 1922.)
Il 30 ottobre 1922, subito dopo l'occupazione fascista di Roma, i locali in via Santa Croce vengono invasi e devastati. Dopo tre settimane di sosta forzata, il 22 novembre trovata una tipografia disposta a stampare il giornale, e mentre imperversa la furia devastatrice delle camicie nere, esce il numero 196 di Umanità Nova. Sarà l'ultimo.

### La rinascita nel mondo
Terminata, forzatamente, l'esperienza italiana, Umanità Nova rinasce negli Stati Uniti d'America (Brooklyn) nel 1924-25. Vengono pubblicati 18 numeri e il direttore Maris Baldini, pubblicista. La lotta al fascismo e la campagna per la liberazione di Sacco e Vanzetti rappresentano altri due aspetti di cui Umanità Nova si fa fortemente carico. Numerosi gli interventi con articoli ed analisi sulla situazione italiana e sul ruolo degli anarchici in quella fase: importanti ed interessanti alcuni scritti di Camillo da Lodi (pseudonimo di Camillo Berneri), A. Borghi, Luigi Fabbri ed altri. L'edizione americana del giornale trova subito un largo consenso nella numerosa colonia degli esuli, ne è prova il completo esaurimento delle copie già dai primi numeri. Due numeri unici di Umanità Nova vengono pubblicati in Argentina (Buenos Aires) nel 1930 e nel 1932. Dal 20 ottobre 1932 al 15 aprile 1933 a Puteaux, vengono pubblicati 10 numeri di Umanità Nova: Camillo Berneri ed Antonio Cieri, e con loro numerosi esuli libertari, sono gli artefici della rinascita del giornale, quindicinale, che vive alterne vicende legate alla repressione del foglio da parte delle autorità francesi. Il respiro internazionale di Umanità Nova abbraccia soprattutto la Russia e la Spagna, in una nuova condizione sociale ed in una nuova fase, Umanità Nova nasce con la volontà di essere un giornale con orizzonti internazionali che apra una finestra sulle lotte operaie in ogni paese. I primi mesi del 1933 è denso di avvenimenti d'importanza internazionale. A gennaio avviene una rivolta anarchica in Spagna che si conclude con l'arresto, la tortura e l'assassinio dei rivoltosi della FAI (la Federazione Anarchica Iberica) e in Germania Hitler va al potere con conseguente imbavagliamento della stampa, restrizione della libertà d'associazione e repressione degli oppositori. In un momento così importante e delicato della vita sociale, U.N. in esilio sarà costretta ancora una volta a cessare le pubblicazioni per ordine dell'autorità francese. La Protesta vive tre soli numeri: l'ultimo porta la data del 28 marzo 1933. Il giornale riapparirà, coronando anche il sogno di Camillo Berneri, clandestino in Italia nel 1943.

### La seconda guerra mondiale e la Resistenza
Risorgiamo: con questo titolo, dopo un ventennio di forzata assenza, il 10 settembre 1943 U.N. riprendeva in clandestinità le pubblicazioni. Tra il settembre 1943 e l'ottobre 1944 gli articoli, redatti non per semplice solidarietà alla lotta di una soggettività oppressa, ma con lo scopo politico di esortare alla lotta antifascista.  Il monito a “nulla abdicare” della lotta partigiana viene dalla Lettera aperta alle donne, quasi un manifesto politico:
La ricostituzione dei partiti, le manifestazioni di piazza e la libertà di stampa continuavano ad essere proibite e represse. Dal sentire collettivo, determinato da questa situazione, e della crescente rivendicazione operaia dell'uscita dalla guerra, reclamata dai grandi scioperi che avevano bloccato le fabbriche a Napoli dal 17 al 20 agosto '43, si riscontrano in tutti gli organi di stampa del fronte antifascista: dal comunista "l'Unità" al socialista "Avanti!", dall'azionista "L'Italia libera" all'anarchico Umanità Nova. Ulteriori elementi di analisi e indicazioni concrete si ritrovano anche nell'articolo Fascisti e nazisti all'opera, assai interessante anche perché rovescia l'accusa di tradimento utilizzata dalla propaganda nazifascista:
(Fascisti e nazisti all'opera, Umanità Nova.)
Con il crollo del fascismo (luglio 1943) ed il successivo armistizio (settembre 1943), edito sotto la gestione della F.A.I., fu subito contrassegnato, nella sua impostazione, da molte delle caratteristiche del pensiero libertario: organizzazione interna non definita in termini assolutamente rigidi, ma vincolata ai mandati congressuali, che ne stabilivano anche le figure redazionali fisse; individuazione di una rete estesa di collaboratori frequenti; possibilità di ogni lettore di interagire con il giornale, tanto che un numero consistente degli articoli pubblicati sarà opera proprio di occasionali collaboratori; assoluta libertà circa gli argomenti da trattare e, soprattutto, riguardo al contenuto di essi; diffusione affidata in gran parte alle capacità dei militanti.Interessante è il dato inerente alla diffusione, anche se ricostruito con molta difficoltà. La diffusione del giornale fu strettamente correlata sia al tradizionale radicamento sociale degli anarchici sul territorio sia alle diverse fasi dell'evoluzione della situazione politica e sociale italiana.
Con una certa approssimazione, possiamo constatare che da una tiratura di circa 13.000 copie del 1944, questa salì ad una media di 15.000/16.000 copie a numero, fino ad arrivare ad un massimo di 18.000, quota toccata nel 1946, per poi scendere progressivamente fino alle 10.000/10.500 copie dei primi anni '50; la maggior parte dei proventi (circa il 60%) era data dalla vendita diretta, mentre gli abbonamenti non superavano il 15% delle entrate; le zone di maggior diffusione erano quelle di consolidamento storico maggiore: Toscana, Lazio, Emilia-Romagna.

## Oggi
La redazione e l'amministrazione del giornale vengono nominate, a rotazione, dal Congresso della Federazione Anarchica Italiana. La rotazione degli incarichi, così come per qualunque commissione di lavoro della FAI, rientra nell'ottica libertaria secondo la quale bisogna evitare ogni cristallizzazione di ruoli e posizioni.
Umanità Nova viene stampata settimanalmente presso una tipografia autogestita a Carrara e distribuita in tutta Italia attraverso i punti di diffusione (circoli e sedi anarchiche, biblioteche, centri sociali, edicole e librerie) e all'estero. Un elenco completo dei diffusori si può trovare sul sito web del settimanale.